# Anca Todoni
Alexia Anca Todoni (n. 10 octombrie 2004, Timișoara, România) este o jucătoare română de tenis. Cea mai bună clasare a sa la simplu este locul 83 mondial, în martie 2025, iar la dublu, locul 285 mondial, în ianuarie 2025.
Până în prezent, Todoni a jucat mai ales în turneele din cadrul Circuitului ITF, unde a câștigat cinci titluri la simplu și patru la dublu. În ianuarie 2022, Todori a participat la Australian Open în competițiile de juniori feminin. Ea și partenera ei Hanne Vandewinkel au ajuns în optimi de finală la dublu feminin juniori, cu o victorie cu 6–4, 6–4 în fața perechii Lily Fairclough și Yilin Yan; apoi au pierdut cu 6–7(5–7), 1–6 în fața perechii Alexis Blokhina și Liv Hovde. Ea a participat la Wimbledon 2024, unde a fost învinsă în runda a doua, de nr. 2 mondial, Coco Gauff.

## Cariera profesională
După ce a jucat în circuitul juniorilor între 2018 și 2020, Anca Todoni s-a dedicat în totalitate activității profesioniste începând cu același an, debutând la turneul ITF de la Candia în luna noiembrie. Are o preferință pentru zgură, iar pe această suprafață a cucerit primul său titlu la nivel ITF în 2022 și următoarele patru în anul următor.

### 2024: Debut la Grand Slam, două titluri WTA 125, top 120
În februarie, Todoni și-a făcut debutul pe tabloul principal al turneului WTA la Transylvania Open 2024, după ce a primit un wildcard. În aprilie, clasată pe locul 217, ea s-a calificat pe tabloul principal de simplu la Copa Colsanitas 2024 din Bogota, Columbia, și a învins-o pe Lucrezia Stefanini în prima rundă. Ca urmare, ea a trecut în primii 200 în clasament.
În iunie, ea a câștigat primul său titlu WTA 125 la Bari, învingând-o pe Panna Udvardy, și a urcat pe locul 136 mondial, la 10 iunie 2024.
A ajuns în premieră pe tabloul unui Grand Slam, la Wimbledon 2024, după ce, în calificări, le-a învins pe Makarova (177 WTA), Birrell (132 WTA) și Parrizas-Diaz (165 WTA). În prima rundă, Todoni ar fi trebuit să joace cu italianca Elisabetta Cocciaretto (43 WTA), însă aceasta s-a retras din motive medicale și a fost înlocuită de lucky-loser Olga Danilović (23 de ani, 116 WTA). Todoni s-a impus în două seturi, într-un meci care a durat o oră și 23 de minute. În runda a doua a fost învinsă de nr. 2 mondial, Coco Gauff, în două seturi.
Todoni a ajuns în runda a doua la Iași Open când adversara sa din deschidere, Aliona Falei, s-a retras accidentată, dar a pierdut în fața Olgăi Danilovic. În noiembrie, Todoni a câștigat al doilea său turneu WTA 125 la Bolivia Open, învingând-o pe Emiliana Arango în finală.

### 2025: Debut la Australian Open, top 100
Todoni și-a început sezonul 2025 calificându-se pentru Brisbane International, unde a învins-o pe Cristina Bucșa, înainte de a pierde în fața favoritei 12 Linda Nosková în runda a doua. Apoi s-a calificat pentru prima dată pe tabloul principal la Australian Open, dar a pierdut meciul de deschidere în fața favoritei 5 Zheng Qinwen.
În martie 2025 a câștigat Antalya Open, un turneu de nivel WTA 125, după ce a învins-o în finală pe spaniola Leyre Romero Gormaz în două seturi.

## Finale WTA Challenger

### Simplu: 4 (titluri)
| Rezultat | C–P | Dată           | Turneu                | Suprafață | Adversar            | Scor          |
| -------- | --- | -------------- | --------------------- | --------- | ------------------- | ------------- |
| Câștigat | 1–0 | iunie 2024     | WTA 125 Bari, Italia  | zgură     | Panna Udvardy       | 6–4, 6–0      |
| Câștigat | 2–0 | octombrie 2024 | Bolivia Open, Bolivia | zgură     | Emiliana Arango     | 7–6(7–5), 6–0 |
| Câștigat | 3–0 | martie 2025    | Antalia Open, Turcia  | zgură     | Leyre Romero Gormaz | 6–3, 6–2      |
| Câștigat | 4–0 | iunie 2025     | Bari Open, Italia     | zgură     | Anna Bondar         | 6–7, 6-4, 6-4 |

## Finale Circuitul ITF

### Simplu: 9 (5 titluri, 4 finale)
| Legendă               |
| --------------------- |
| W25 tournaments (2–1) |
| W15 tournaments (3–2) |

| Finale după suprafață |
| --------------------- |
| Hard (0–1)            |
| Zgură (5–2)           |

| Rezultat | C–P | Dată     | Turneu                         | Tip | Suprafață | Adversar             | Scor             |
| -------- | --- | -------- | ------------------------------ | --- | --------- | -------------------- | ---------------- |
| Câștigat | 1–0 | oct 2022 | ITF Antalia, Turcia            | W15 | Zgură     | Patricia Maria Țig   | 6–2, 7–6(4)      |
| Pierdut  | 1–1 | dec 2022 | ITF Antalia, Turcia            | W15 | Zgură     | Mayuka Aikawa        | 1–6, 0–6         |
| Pierdut  | 1–2 | feb 2023 | ITF Sharm El Sheikh, Egipt     | W15 | Hard      | Dalila Spiteri       | 3–6, 7–6(4), 1–6 |
| Câștigat | 2–2 | iun 2023 | ITF Kranjska Gora, Slovenia    | W15 | Zgură     | Paula Cembranos      | 6–1, 6–2         |
| Câștigat | 3–2 | iun 2023 | ITF București, România         | W15 | Zgură     | Ștefania Bojică      | 6–4, 6–0         |
| Pierdut  | 3–3 | iun 2023 | ITF Kuršumlijska Banja, Serbia | W25 | Zgură     | Martha Matoula       | 2–6, 6–7(2)      |
| Câștigat | 4–3 | aug 2023 | ITF Osijek, Croația            | W25 | Zgură     | Lina Gjorcheska      | 6–4, 6–3         |
| Câștigat | 5–3 | aug 2023 | ITF Bistrița, România          | W25 | Zgură     | Lucija Ćirić Bagarić | 7–5, 1–6, 6–2    |
| Pierdut  | 5–4 | aug 2025 | Saskatoon Challenger, Canada   | W50 | Hard      | Himeno Sakatsume     | 6–7(1), 3–6      |

### Dublu: 5 (4 titluri, 1 finală)
| Legendă               |
| --------------------- |
| W50 tournaments (1–0) |
| W25 tournaments (1–0) |
| W15 tournaments (2–1) |

| Rezultat | C–P | Dată     | Turneu                      | Tip | Suprafață | Partner             | Adversar                      | Scor                |
| -------- | --- | -------- | --------------------------- | --- | --------- | ------------------- | ----------------------------- | ------------------- |
| Pierdut  | 0–1 | feb 2023 | ITF Sharm El Sheikh, Egipt  | W15 | Hard      | Sabina Dădaciu      | Katarína Kužmová Darya Shauha | 3–6, 7–6(5), [3–10] |
| Câștigat | 1–1 | mar 2023 | ITF Heraklion, Grecia       | W15 | Zgură     | Patricija Paukštytė | Shavit Kimchi Nina Vargová    | 6–3, 6–7(7), [10–5] |
| Câștigat | 2–1 | iun 2023 | ITF Kranjska Gora, Slovenia | W15 | Zgură     | Katerina Tsygourova | Paula Cembranos Liisa Varul   | 6–1, 6–0            |
| Câștigat | 3–1 | oct 2023 | ITF Heraklion, Grecia       | W25 | Zgură     | Ilinca Amariei      | Melanie Klaffner Sinja Kraus  | 6–0, 5–7, [10-1]    |
| Câștigat | 4–1 | iun 2024 | ITF Troisdorf, Germania     | W50 | Zgură     | Raluca Șerban       | Chiara Scholl Yana Morderger  | 6–0, 6–3            |